# Bob Hope British Classic
O Bob Hope British Classic foi um torneio masculino de golfe que fazia parte do calendário anual do Circuito Europeu entre os anos de 1980 e 1991. Em 1991, o prêmio foi de £ 252,370, inferior à média do Circuito.

## Campeões
| Ano                                               | Campeão                  | País                   | Local                  | Pontuação              | Ao par                 | Margem de vitória      | Vice-campeão(ões)                         | Ref                    |
| European Pro-Celebrity                            | European Pro-Celebrity   | European Pro-Celebrity | European Pro-Celebrity | European Pro-Celebrity | European Pro-Celebrity | European Pro-Celebrity | European Pro-Celebrity                    | European Pro-Celebrity |
| ------------------------------------------------- | ------------------------ | ---------------------- | ---------------------- | ---------------------- | ---------------------- | ---------------------- | ----------------------------------------- | ---------------------- |
| 1991                                              | Paul Broadhurst          | Inglaterra             | Royal Liverpool GC     | 272                    | −16                    | 7 tacadas              | Ronan Rafferty                            | [ 1 ]                  |
| Wang Four Stars                                   |                          |                        |                        |                        |                        |                        |                                           |                        |
| 1990                                              | Rodger Davis (2)         | Austrália              | Moor Park GC           | 271                    | −17                    | Playoff                | Michael Clayton Bill Malley Mark McNulty  | [ 2 ]                  |
| 1989                                              | Craig Parry              | Austrália              | Moor Park GC           | 273                    | −15                    | Playoff                | Ian Woosnam                               | [ 3 ]                  |
| Wang Four Stars National Pro-Celebrity            |                          |                        |                        |                        |                        |                        |                                           |                        |
| 1988                                              | Rodger Davis             | Austrália              | Moor Park GC           | 275                    | −1                     | 1 tacada               | José María Cañizares Eamonn Darcy         | [ 4 ]                  |
| London Standard Four-Stars National Pro-Celebrity |                          |                        |                        |                        |                        |                        |                                           |                        |
| 1987                                              | Mark McNulty             | Zimbabwe               | Moor Park GC           | 273                    | −15                    | Playoff                | Sam Torrance                              | [ 5 ]                  |
| 1986                                              | Antonio Garrido          | Espanha                | Moor Park GC           | 275                    | −13                    | 1 tacada               | José María Olazábal Ronan Rafferty        | [ 6 ]                  |
| Four-Stars National Pro-Celebrity                 |                          |                        |                        |                        |                        |                        |                                           |                        |
| 1985                                              | Ken Brown                | Escócia                | Moor Park GC           | 277                    | −3                     | 1 tacada               | Gordon Brand, Jnr                         | [ 7 ]                  |
| Bob Hope British Classic                          |                          |                        |                        |                        |                        |                        |                                           |                        |
| 1984                                              | Não houve torneio        | Não houve torneio      | Não houve torneio      | Não houve torneio      | Não houve torneio      | Não houve torneio      | Não houve torneio                         | Não houve torneio      |
| 1983                                              | José María Cañizares (2) | Espanha                | Moor Park GC           | 269                    | −19                    | 1 tacada               | David Feherty                             | [ 8 ]                  |
| 1982                                              | Gordon Brand Jnr         | Escócia                | Moor Park GC           | 272                    | −16                    | 3 tacadas              | Mark James                                | [ 9 ]                  |
| 1981                                              | Bernhard Langer          | Alemanha Ocidental     | Moor Park GC           | 200                    | −13                    | 5 tacadas              | Peter Oosterhuis                          | [ 10 ]                 |
| 1980                                              | José María Cañizares     | Espanha                | R.A.C. G&CC            | 269                    | −19                    | 1 tacada               | Seve Ballesteros Lee Trevino Brian Waites | [ 11 ]                 |